# 6 juli
6 juli is de 187ste dag van het jaar (188ste dag in een schrikkeljaar) in de gregoriaanse kalender. Hierna volgen nog 178 dagen tot het einde van het jaar.

## Gebeurtenissen
- Algemeen
  - 1415 - Johannes Hus wordt beschuldigd van ketterij en op de brandstapel ter dood gebracht.
  - 1511 - Adolf III van Nassau-Wiesbaden wordt opgevolgd door zijn zoon Filips I van Nassau-Wiesbaden.
  - 1957 - John Lennon en Paul McCartney ontmoeten elkaar voor het eerst op een tuinfeest van de kerk in Woolton bij Liverpool.
  - 1964 - In Londen gaat de eerste Beatles-film A Hard Day's Night in première.[1]
  - 1988 - Het productieplatform Piper Alpha in de Noordzee wordt getroffen door een aantal explosies gevolgd door brand. Daarbij komen 167 mensen om. Het is de grootste ramp in de offshore olie-industrie.
- Oorlog
  - 1942 - Anne Frank en de rest van haar familie duiken onder op de zolder van haar vaders kantoor in Amsterdam.
  - 1944 - Admiraal Chuichi Nagumo pleegt zelfmoord (seppuku) nadat de Japanse troepen de slag verloren hebben op Saipan.
  - 1995 - Generaal Ratko Mladić, leider van het net gevormde leger van de Serviërs die in Bosnië wonen, valt de enclave Srebrenica aan met zijn eenheden. Het Bosnische leger vraagt Dutchbat tevergeefs de wapens terug die het eerder inleverde om zich te kunnen verdedigen.
  - 2016 - President Barack Obama van de Verenigde Staten ziet af van een plan om het aantal Amerikaanse soldaten in Afghanistan terug te brengen van 9.800 nu tot 5.500, begin 2017.
- Media
  - 2021 - Misdaadverslaggever Peter R. de Vries wordt neergeschoten in Amsterdam na een uitzending van RTL Boulevard. Hij overlijdt 9 dagen later.

- Politiek
  - 1964 - Malawi wordt onafhankelijk van het Verenigd Koninkrijk.
  - 1988 - Carlos Salinas van de PRI wint, volgens velen door middel van verkiezingsfraude, de presidentsverkiezingen in Mexico.
  - 1990 - De regeringsleiders van de NAVO verklaren na de tweedaagse top in Londen dat de Koude Oorlog over is.
  - 1990 - Na wekenlang protest treedt Petar Mladenov, de president van Bulgarije, af.
  - 2013 - Na Venezuela en Nicaragua biedt ook Bolivia aan de voortvluchtige Amerikaanse klokkenluider Edward Snowden asiel te verlenen.
  - 2015 - Yanis Varoufakis treedt af als Minister van Financiën van Griekenland.
- Recreatie
  - 1994 - In Epcot wordt de attractie Captain EO gesloten.
  - 2012 - De Noord-Koreaanse Moranbong Band geeft haar eerste optreden.
- Religie
  - 1758 - Kardinaal Carlo Rezzonico wordt gekozen tot Paus Clemens XIII.
- Sport
  - 1981 - John McEnroe lost Björn Borg voor de derde keer af als nummer één op de wereldranglijst der tennisprofessionals, ditmaal na 46 weken, maar de Amerikaan moet die positie opnieuw (na twee weken) weer afstaan aan de Zweed.
  - 1994 - De Amerikaanse atleet Leroy Burrell verbetert het bijna drie jaar oude record op de 100 m sprint met 0,01 s en brengt het op 9,85 s.
  - 2001 - Opening van het Stade 7 Novembre in Radès, Tunesië.
  - 2005 - De Olympische Spelen van 2012 worden toegewezen aan Londen.
  - 2011 - De Olympische Winterspelen van 2018 worden toegewezen aan Pyeongchang in Zuid-Korea. Andere kandidaten waren München en Annecy.
  - 2016 - De Zuid-Afrikaanse atleet Oscar Pistorius wordt veroordeeld tot een gevangenisstraf van zes jaar voor het doden van zijn vriendin Reeva Steenkamp.
  - 2019 - Mike Teunissen wint verrassend de eerste etappe in de Tour de France. Na 30 jaar is er weer een Nederlander in de gele trui.
  - 2025 - Mathieu van der Poel wint nipt de tweede etappe in de Tour de France. Hij komt ook nog in de gele trui.
- Wetenschap en technologie
  - 1885 - Eerste tests van het vaccin tegen hondsdolheid door Louis Pasteur.
  - 1919 - De Britse R34 steekt als  eerste luchtschip de Atlantische Oceaan over.
  - 1938 - De Amerikaanse astronoom Seth Barnes Nicholson ontdekt in het Mount Wilson observatorium Lysithea, de 10e maan van de planeet Jupiter. Het is de 4e maan van Jupiter die Nicholson heeft ontdekt.[2]
  - 2023 - Lancering van een Ariane 5 raket van Arianespace vanaf Centre Spatial Guyanais in Kourou, Frans-Guyana voor de Syracuse 4B & Heinrich Hertz missie. Syracuse 4B is een communicatiesatelliet voor de Franse strijdkrachten en Heinrich Hertz (H2Sat) is een Duitse communicatiesatelliet voor het testen van communicatietechnologie. Deze lancering is de 117e en laatste voor de Ariane 5 raket.[3]

## Geboren

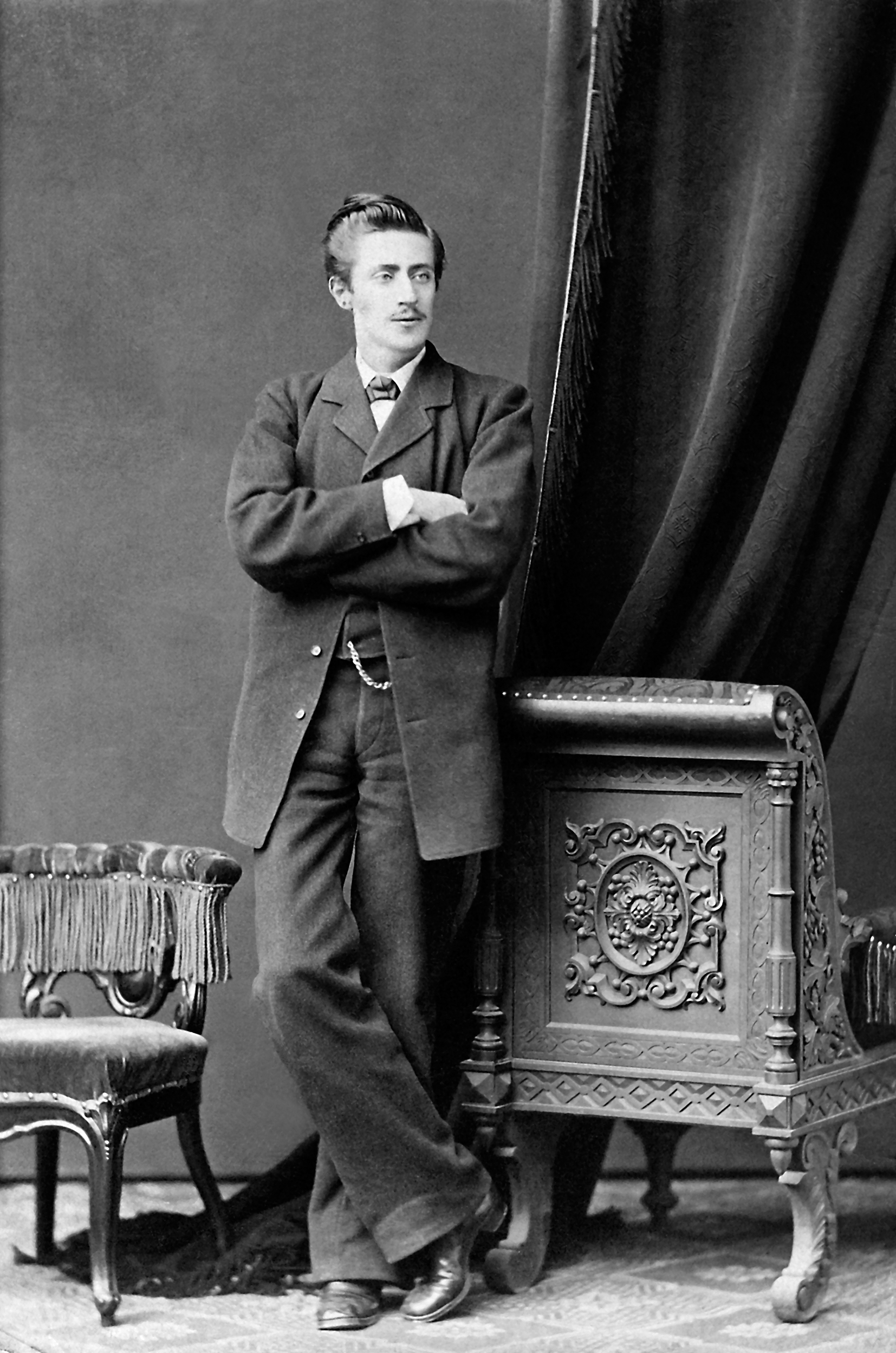
Verner von Heidenstam
geboren in 1859

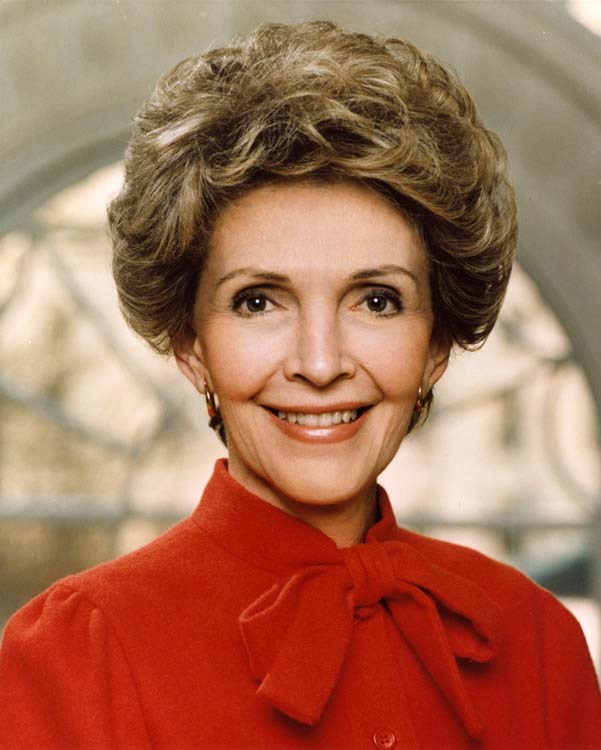
Nancy Reagan
geboren in 1921

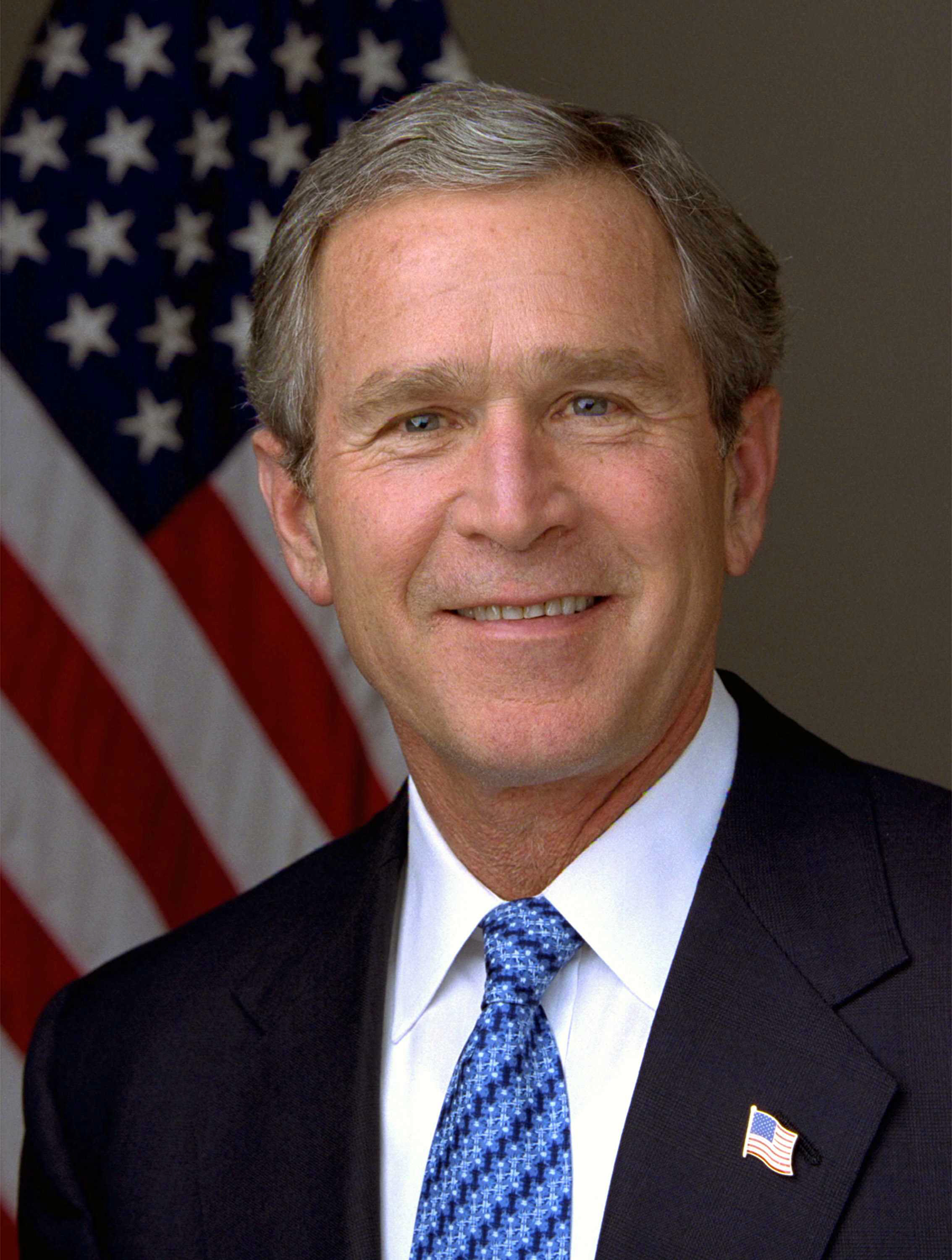
George W. Bush
geboren in 1946

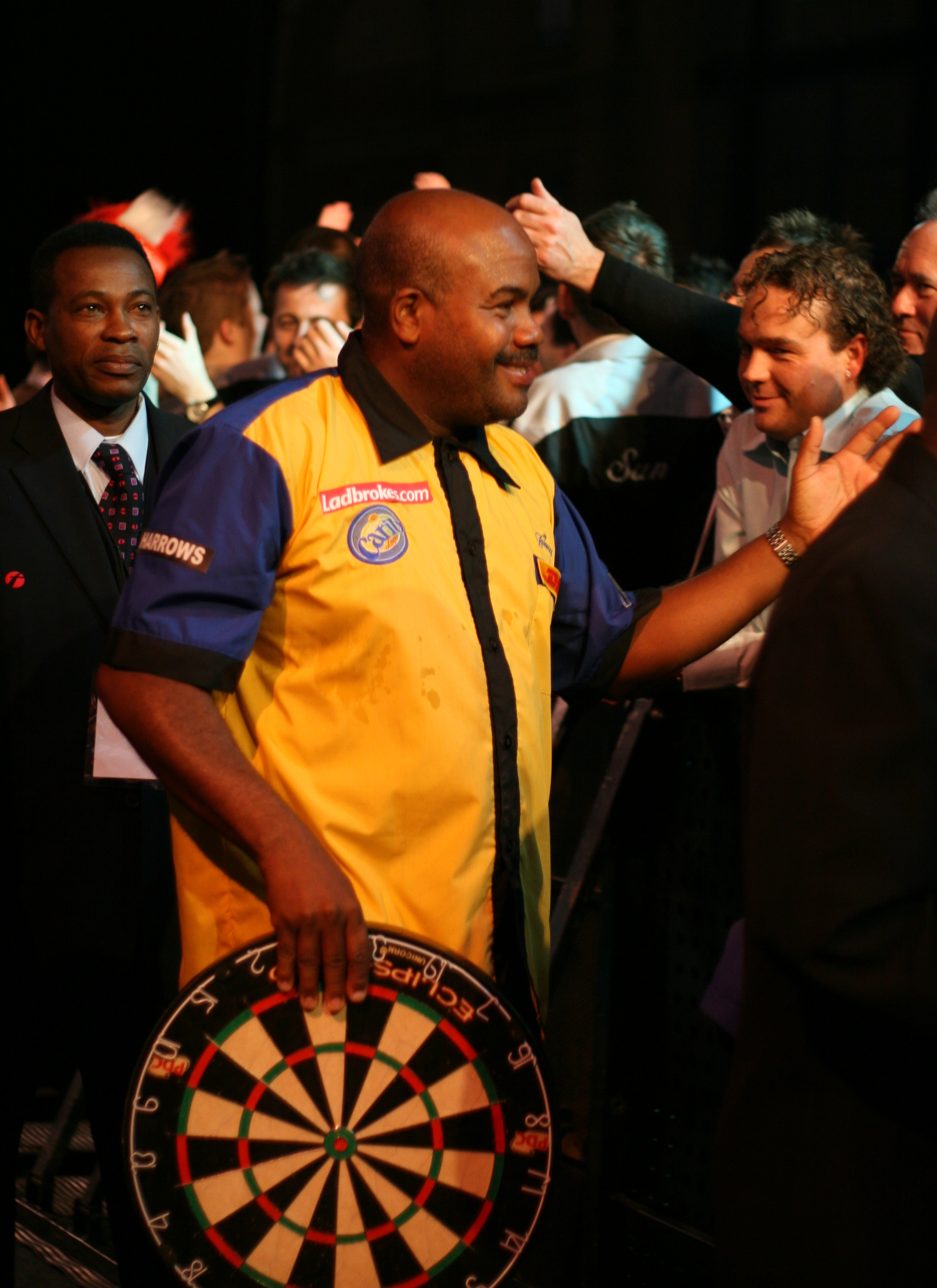
Anthony Forde
geboren in 1962

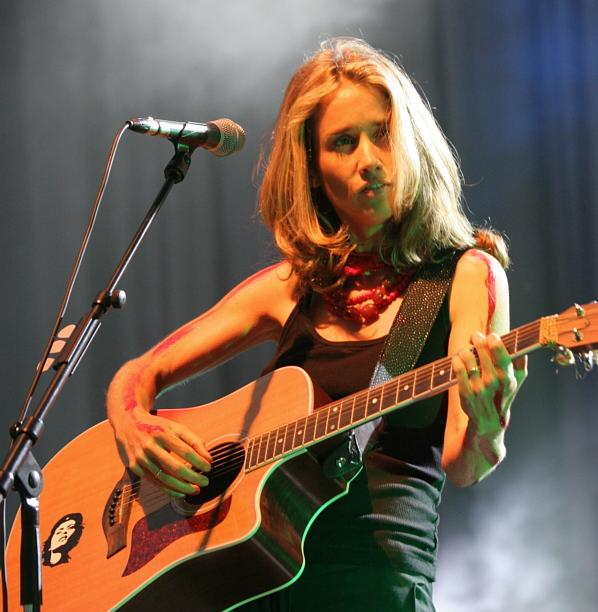
Heather Nova
geboren in 1967

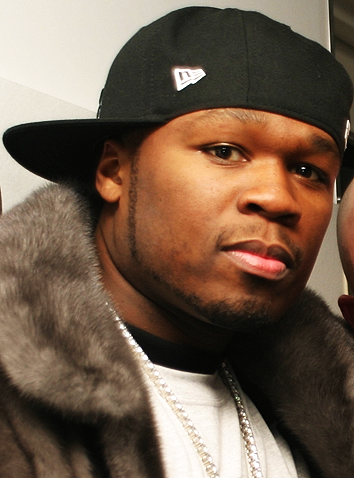
50 Cent
geboren in 1975

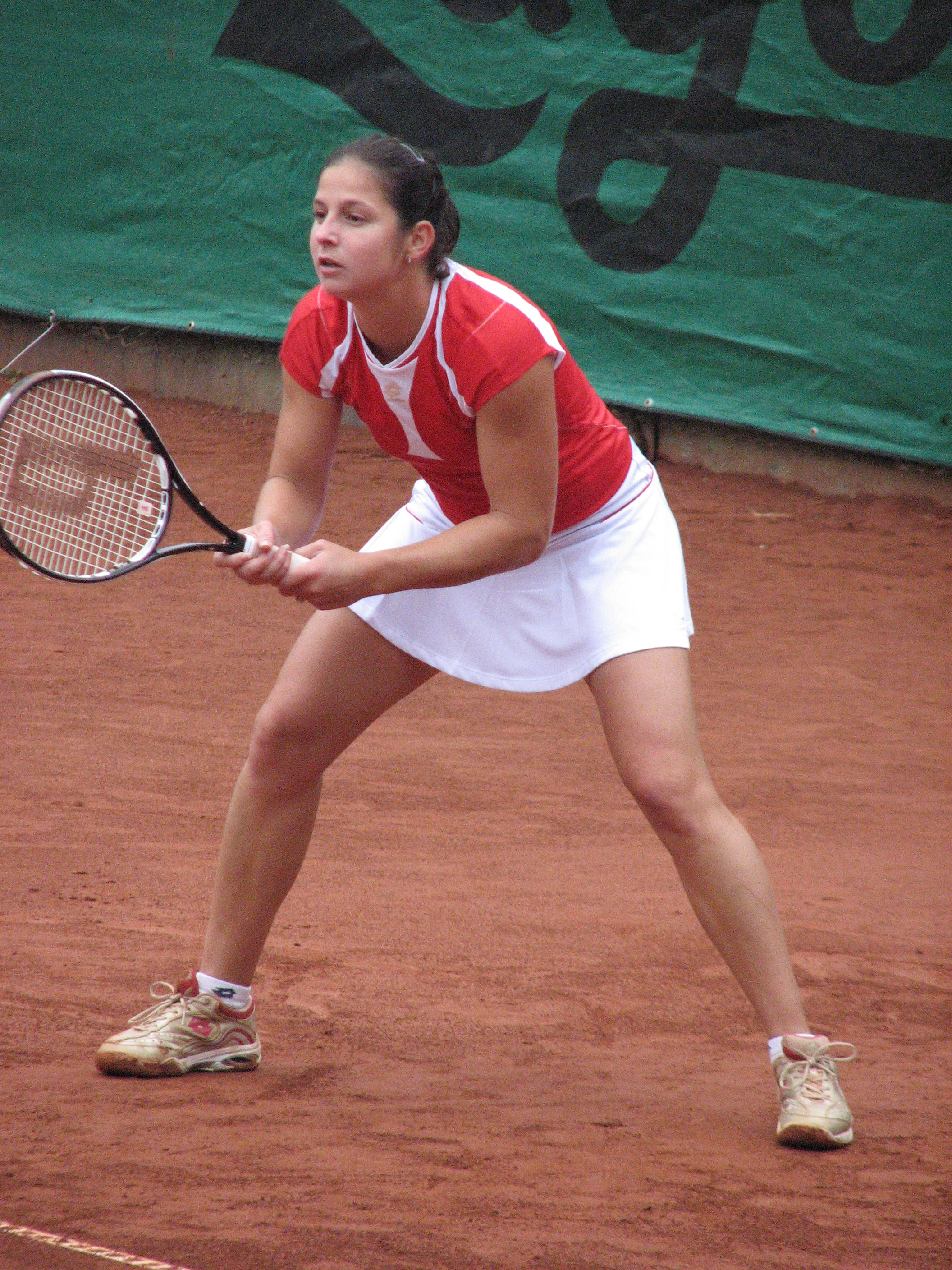
Jelena Kostanić Tošić,
geboren in 1981

- 1781 - Thomas Stamford Raffles, Brits gouverneur-generaal van Nederlands-Indië (overleden 1826)
- 1789 - Francisco Javier Mina, Spaans-Mexicaans onafhankelijkheidsstrijder (overleden 1817)
- 1796 - Nicolaas I van Rusland, tsaar van Rusland (overleden 1855)
- 1818 - Adolf Anderssen, Duits schaker (overleden 1879)
- 1832 - Maximiliaan van Mexico, aartshertog van Oostenrijk, keizer van het Tweede Mexicaanse Keizerrijk (overleden 1867)
- 1859 - Verner von Heidenstam, Zweeds Nobelprijswinnende dichter en romanschrijver (overleden 1940)
- 1873 - Dimitrios Maximos, Grieks politicus (overleden 1955)
- 1884 - Willem Dudok, Nederlands architect (overleden 1974)
- 1885 - Ernst Busch, Duits veldmaarschalk (overleden 1945)
- 1892 - Willy Coppens de Houthulst, Belgisch Eerste Wereldoorlog luchtaas (overleden 1986)
- 1897 - Helene Wessel, Duits politicus (overleden 1969)
- 1898 - Hanns Eisler, Duits-Oostenrijks componist (overleden 1962)
- 1906 - Cuth Harrison, Brits autocoureur (overleden 1981)
- 1907 - Frida Kahlo, Mexicaans kunstschilderes (overleden 1954)
- 1908 - Raffaele Di Paco, Italiaans wielrenner (overleden 1996)
- 1909 - Jean Taris, Frans zwemmer (overleden 1977)
- 1912 - Heinrich Harrer, Oostenrijks bergbeklimmer (overleden 2006)
- 1913 - Jiří Hájek, Tsjecho-Slowaaks politicus, diplomaat en hoogleraar (overleden 1993)
- 1918 - Silvia de Groot, Nederlands wetenschapper en Surinamist (overleden 2009)
- 1919 - Oswaldo Guayasamín, Ecuadoraans kunstschilder (overleden 1999)
- 1919 - Ernst Haefliger, Zwitsers tenor (overleden 2007)
- 1921 - Nancy Reagan, Amerikaans first lady, echtgenote van Ronald Reagan (overleden 2016)
- 1922 - Thorolf Rafto, Noors mensenrechtenactivist en lector economische geschiedenis (overleden 1986)
- 1922 - William Schallert, Amerikaans acteur (overleden 2016)
- 1922 - Paul Spang, Luxemburgs historicus (overleden 2009)
- 1923 - Wojciech Jaruzelski, Pools politicus (overleden 2014)
- 1923 - Madame Claude, Frans bordeelhoudster (overleden 2015)
- 1925 - Jef Dorpmans, Nederlands voetballer en voetbalscheidsrechter (overleden 2014)
- 1925 - Merv Griffin, Amerikaans zanger, tv-producent en -presentator (overleden 2007)
- 1925 - Bill Haley, Amerikaans zanger (overleden 1981)
- 1927 - Ton Alberts, Nederlands architect (overleden 1999)
- 1927 - J.H. Donner, Nederlands schaker (overleden 1988)
- 1927 - Janet Leigh, Amerikaans actrice (overleden 2004)
- 1928 - Gene Cipriano, Amerikaans jazzmuzikant (overleden 2022)
- 1929 - Hélène Carrère d'Encausse, Frans historica (overleden 2023)
- 1930 - George Armstrong, Canadees ijshockeyspeler (overleden 2021)
- 1930 - Herbert Erhardt, Duits voetballer (overleden 2010)
- 1930 - Michel Schooyans, Belgisch filosoof (overleden 2022)
- 1931 - Antonella Lualdi, Italiaans actrice en zangeres (overleden 2023)
- 1931 - Della Reese, Amerikaans actrice en zangeres (overleden 2017)
- 1931 - Rudolf Szanwald, Oostenrijks voetbaldoelman (overleden 2013)
- 1932 - Herman Hertzberger, Nederlands architect
- 1933 - Henry Anglade, Frans wielrenner (overleden 2022)
- 1933 - Marcel Marnat, Frans musicoloog, journalist en radioproducent (overleden 2024)
- 1933 - Skip Voogd, Nederlands radio-dj en muziekjournalist (overleden 2021)
- 1935 - Tenzin Gyatso, veertiende dalai lama
- 1936 - Lange Jojo (Jules Jean Vanobbergen), Belgisch zanger en striptekenaar (overleden 2021)
- 1937 - Vladimir Asjkenazi, Russisch pianist en dirigent
- 1937 - Ned Beatty, Amerikaans acteur (overleden 2021)
- 1937 - Michael Sata, premier van Zambia (overleden 2014)
- 1937 - Jan Welmers, Nederlands componist en organist (overleden 2022)
- 1939 - Jet Harris, Brits bassist (overleden 2011)
- 1939 - Gied Jaspars, Nederlands programmamaker (overleden 1996)
- 1939 - Mary Peters (atlete), Brits atlete
- 1939 - Gretchen Rau, Amerikaans decorontwerpster en Oscar-winnares (overleden 2006)
- 1940 - Rex Cawley, Amerikaans atleet (overleden 2022)
- 1940 - Noersoeltan Nazarbajev, Kazachs politicus; president 1991-2019
- 1944 - Bernhard Schlink, Duits schrijver
- 1944 - Christiaan Vandenbroeke, Belgisch historicus, hoogleraar en politicus (overleden 2007)
- 1945 - Zjef Vanuytsel, Belgisch kleinkunstzanger (overleden 2015)
- 1945 - Burt Ward, Amerikaans acteur
- 1946 - George W. Bush, Amerikaans zakenman en politicus (43ste president van de Verenigde Staten)
- 1946 - Tiemen Groen, Nederlands wielrenner (overleden 2021)
- 1946 - Jan Groenendijk, Nederlands voetballer  (overleden 2014)
- 1946 - Peter Singer, Australisch filosoof
- 1946 - Sylvester Stallone, Amerikaans acteur
- 1947 - Coen Kaayk, Nederlands beeldhouwer (overleden 2014)
- 1949 - Jolande Withuis, Nederlands sociologe en schrijfster
- 1951 - Geert Bourgeois, Belgisch politicus
- 1951 - Carl Huybrechts, Belgisch presentator en journalist
- 1951 - Geoffrey Rush, Australisch acteur
- 1952 - Hilary Mantel, Brits schrijfster (overleden 2022)
- 1953 - Nanci Griffith, Amerikaans singer-songwriter en gitariste (overleden 2021)
- 1955 - Jan Bosmans, Belgisch medisch-wetenschappelijk publicist
- 1955 - Sherif Ismail, Egyptisch politicus (overleden 2023)
- 1955 - Betty Mellaerts, Belgisch journaliste en presentatrice
- 1955 - Johan Vande Lanotte, Belgisch politicus
- 1956 - Joop Atsma, Nederlands politicus en bestuurder
- 1956 - Sergej Rogosjin, ruiter uit de Sovjet-Unie (overleden 1983)
- 1956 - Sjaak van der Tak, Nederlands politicus
- 1958 - Jennifer Saunders, Brits comédienne, actrice en comedy-schrijfster
- 1959 - Tea Vikstedt-Nyman, Fins wielrenster
- 1960 - Valerie Brisco-Hooks, Amerikaans atlete
- 1962 - Anthony Forde, Barbadiaans darter
- 1962 - Marianne van de Linde, Nederlands atlete
- 1963 - Rudi Daems, Belgisch politicus
- 1963 - Edwin Gorter, Nederlands voetballer
- 1963 - Sorin Matei, Roemeens atleet
- 1963 - Walter Michiels, Belgisch acteur
- 1965 - Laila al-Zwaini, Nederlands-Iraaks juriste en arabiste (overleden 2025)
- 1965 - Vladimir Poelnikov, Oekraïens wielrenner
- 1966 - Carsten de Dreu, Nederlands sociaal-psycholoog en hoogleraar
- 1967 - Heather Nova, singer-songwriter van Bermuda
- 1968 - Gordon, Nederlands zanger en diskjockey
- 1968 - Astrid Oosenbrug, Nederlands politica en bestuurder
- 1969 - Fernando Redondo, Argentijns voetballer
- 1970 - Roger Cicero, Duits zanger (overleden 2016)
- 1970 - Heather Samuel, atlete uit Antigua en Barbuda
- 1970 - Jana Thieme, Duits roeister
- 1970 - Sergio Vyent, Nederlands  mediapersoonlijkheid
- 1971 - Jessica Gal, Nederlands judoka en sportarts
- 1972 - Zjanna Block, Oekraïens atlete
- 1972 - Rossano Galtarossa, Italiaans roeier
- 1973 - Luis Colaço, Portugees wielrenner
- 1973 - Giorgi Kinkladze, Georgisch voetballer
- 1973 - Takafumi Ogura, Japans voetballer
- 1974 - José Roberto da Silva Júnior (Zé Roberto), Braziliaans voetballer
- 1975 - 50 Cent, Amerikaans hiphopartiest
- 1975 - Leonardo Lourenço Bastos (Léo), Braziliaans voetballer
- 1976 - Ophélie David, Frans freestyleskiester
- 1976 - Alana Evans, Amerikaans pornoactrice
- 1977 - Li Jinyu, Chinees voetballer
- 1977 - Maks Mirni, Wit-Russisch tennisser
- 1978 - Joseba Albizu, Spaans wielrenner
- 1979 - Luis Laverde, Colombiaans wielrenner
- 1979 - Kevin Hart, Amerikaanse acteur
- 1979 - Peter Riley, Brits atleet
- 1979 - Remon de Vries, Nederlands voetballer
- 1980 - Pau Gasol, Spaans basketbalspeler
- 1981 - Jelena Kostanić-Tošić, Kroatisch tennisster
- 1981 - Yannick Talabardon, Frans wielrenner
- 1981 - Takamitsu Tsuji, Japans wielrenner
- 1982 - Julius Brink, Duits beachvolleyballer
- 1982 - Tom Groot, Nederlands boer
- 1983 - Gregory Smith, Canadees-Amerikaans acteur
- 1984 - Zhang Hao, Chinees kunstschaatser
- 1987 - Bjorn Blommerde, Nederlands atleet
- 1987 - Niklas Dyrhaug, Noors langlaufer
- 1989 - Michiel Hoogeveen, Nederlands politicus
- 1989 - Christopher Juul-Jensen, Deens wielrenner
- 1990 - Gino Vos, Nederlands darter
- 1991 - Bibi Breijman, Nederlands mediapersoonlijkheid en zangeres
- 1991 - Beatrice Chepkoech, Keniaans atlete
- 1991 - Philip Milanov, Belgisch atleet
- 1992 - Uroš Vitas, Servisch voetballer
- 1993 - Clément Parisse, Frans langlaufer
- 1993 - Pauline Coatanea, Frans handbalster
- 1994 - Scotty James, Australisch snowboarder
- 1996 - Kristal Abazaj, Albanees voetballer
- 1996 - Sandra Näslund, Zweeds freestyleskiester
- 1997 - Fabian Bösch, Zwitsers freestyleskiër
- 1997 - Tilen Finkšt, Sloveens wielrenner
- 1997 - Moa Ilar, Zweeds langlaufster
- 1997 - Kyle Mack, Canadees snowboarder
- 1997 - Tatjana Schoenmaker, Zuid-Afrikaans zwemster
- 1999 - Michelle de Jong, Nederlands langebaanschaatsster
- 2000 - Shahana Hajiyeva, Azerbeidzjaans paralympisch judoka
- 2000 - Baptiste Huyet, Frans wielrenner
- 2001 - Rasmus Lindh, Zweeds autocoureur
- 2001 - Marie Wegener, Duits zangeres

## Overleden

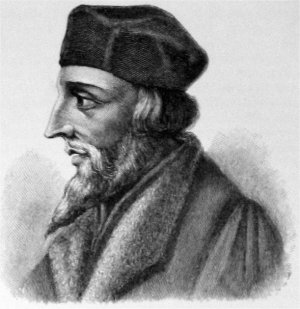
Johannes Hus
overleden in 1415

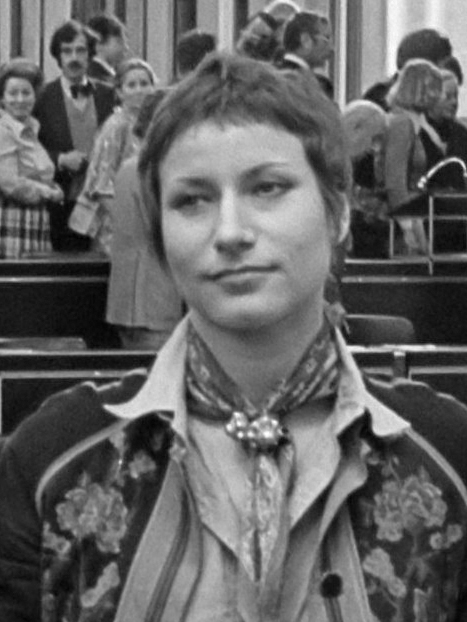
Bea Meulman
overleden in 2015

- 918 - Willem I (43), hertog van Aquitanië
- 1189 - Hendrik II (56), koning van Engeland
- 1249 - Alexander II (50), koning van Schotland
- 1415 - Johannes Hus (ca. 45), Boheems hoogleraar, voorloper van de Hervorming
- 1511 - Adolf III van Nassau-Wiesbaden (67), graaf van Nassau-Wiesbaden
- 1533 - Ludovico Ariosto (58), Italiaans schrijver
- 1535 - Thomas More (57), Engels heilige, humanist en staatsman
- 1553 - Eduard VI (15), koning van Engeland
- 1646 - Christiane van Erbach (50), Duits gravin
- 1833 - Pierre-Narcisse Guérin (59), Frans kunstschilder
- 1835 - John Marshal (79), Amerikaans staatsman en rechter
- 1840 - François Courvoisier, Zwitsers moordenaar
- 1854 - Georg Ohm (67), Duits natuurkundige
- 1883 - Johann Ulrich Schiess (70), Zwitsers politicus
- 1890 - Thomas Helmore (79), Brits componist en koorleider
- 1893 - Guy de Maupassant (42), Frans schrijver
- 1901 - Chlodwig zu Hohenlohe-Schillingsfürst (82), Duits politicus
- 1902 - Maria Goretti (11), Italiaans heilige, vermoord door haar aanrander
- 1904 - Abay Kunanbayulı (58), Kazachs dichter, componist en filosoof
- 1916 - Odilon Redon (76), Frans kunstschilder
- 1924 - Anton Kerssemakers (77), Nederlands kunstschilder
- 1929 - Hendrica Jansen (73), Nederlandse schaakster
- 1932 - Kenneth Grahame (72), Engels schrijver
- 1944 - Chuichi Nagumo (57), Japans admiraal
- 1944 - Jan Bockma (22), Nederlands Engelandvaarder, verzetsman, geheim agent en vulcaniseur
- 1944 - Pieter Jacob Kwint (21), Nederlands Engelandvaarder, verzetsman, geheim agent en student
- 1944 - Pleun Verhoef (24), Nederlands Engelandvaarder, geheim agent en blikwerker
- 1945 - Adolf Bertram (86), Duits kardinaal-aartsbisschop van Breslau
- 1946 - Jeanne Lanvin (79), Frans modeontwerpster
- 1948 - René de Labarrière (49), Frans militair
- 1952 - Oskar Ursinus (75), Duits zweefvliegpionier
- 1958 - Luigi Musso (33), Italiaans autocoureur
- 1959 - George Grosz (65), Duits kunstenaar
- 1962 - William Faulkner (64), Amerikaans schrijver
- 1971 - Louis Armstrong (69), Amerikaans jazztrompettist en zanger
- 1973 - Otto Klemperer (88), Duits-Amerikaans dirigent
- 1978 - Henk de Best (73), Nederlands bokser
- 1979 - Van McCoy (39), Amerikaans discoproducer
- 1989 - János Kádár (77), Hongaars politicus
- 1990 - Ruth Becker (90), lerares en overlevende van de RMS Titanic
- 1991 - Muda Lawal (37), Nigeriaans voetballer
- 1998 - Roy Rogers (86), Amerikaans zanger en filmster
- 1999 - Joaquín Rodrigo (97), Spaans componist
- 2000 - Władysław Szpilman (88), Pools pianist en componist
- 2002 - John Frankenheimer (72), Amerikaans regisseur
- 2003 - Buddy Ebsen (95), Amerikaans acteur
- 2004 - Thomas Klestil (71), Oostenrijks diplomaat en president
- 2005 - Claude Simon (91), Frans schrijver en Nobelprijswinnaar
- 2009 - Vasili Aksjonov (76), Russisch schrijver
- 2009 - Robert McNamara (93), Amerikaans politicus
- 2009 - Mathieu Montcourt (24), Frans tennisser
- 2010 - Jan Blokker (83), Nederlands journalist, schrijver, scenarist en columnist
- 2010 - Harvey Fuqua (80), Amerikaans rhythm-and-blues-zanger en platenproducent
- 2010 - Matilde Rosa Lopes de Araújo (89), Portugees kinderboekenschrijfster
- 2011 - Carly Hibberd (26), Australisch wielrenster
- 2011 - Mark Whitehead (50), Amerikaans baanwielrenner
- 2014 - Benedito de Assis da Silva (Assis) (61), Braziliaans voetballer
- 2014 - Louis Contryn (85), Belgisch poppenspeler en toneelregisseur
- 2014 - Appie Drielsma (76), Nederlands beeldhouwer
- 2015 - Bea Meulman (66), Nederlands actrice
- 2015 - Jerry Weintraub (77), Amerikaans filmproducent
- 2016 - Michel Coloni (88), Frans bisschop
- 2016 - Turgay Şeren (84), Turks voetbaldoelman
- 2017 - Galip Tekin (59), Turks striptekenaar
- 2018 - Shoko Asahara (63), Japans sekteleider
- 2018 - Giuseppina Projetto-Frau (116), Italiaans supereeuwelinge
- 2019 - Cameron Boyce (20), Amerikaans acteur
- 2020 - Charlie Daniels (83), Amerikaans countryzanger
- 2020 - Ron Graham (84), Amerikaans wiskundige
- 2020 - Joe Porcaro (90), Amerikaans jazzdrummer, -percussionist en drumleraar
- 2020 - Ennio Morricone (91), Italiaans componist
- 2021 - Djivan Gasparyan (92), Armeens instrumentalist en componist
- 2021 - Patrick John (83), premier van Dominica
- 2021 - Bienvenido Tantoco sr. (100), Filipijns ondernemer
- 2022 - James Caan (82), Amerikaans acteur
- 2022 - Arnaldo Pambianco (86), Italiaans wielrenner
- 2022 - Wim Quist (91), Nederlands architect
- 2022 - Anton Zijderveld (84), Nederlands socioloog
- 2023 - Arnaldo Forlani (97), Italiaans politicus; premier van oktober 1980 tot juni 1981
- 2023 - Johan Volkerijk (86), Nederlands illustrator
- 2024 - Pino D'Angiò (71), Italiaans zanger en songwriter
- 2024 - André Drege (25), Noors wielrenner
- 2024 - Rob Schröder (73), Nederlands filmmaker
- 2025 - Roekie Aronds (95), Nederlands danseres en actrice
- 2025 - Simon Groot (90), Nederlands zaadveredelaar
- 2025 - Bob Stouthuysen (96), Belgisch bestuurder

## Viering/herdenking

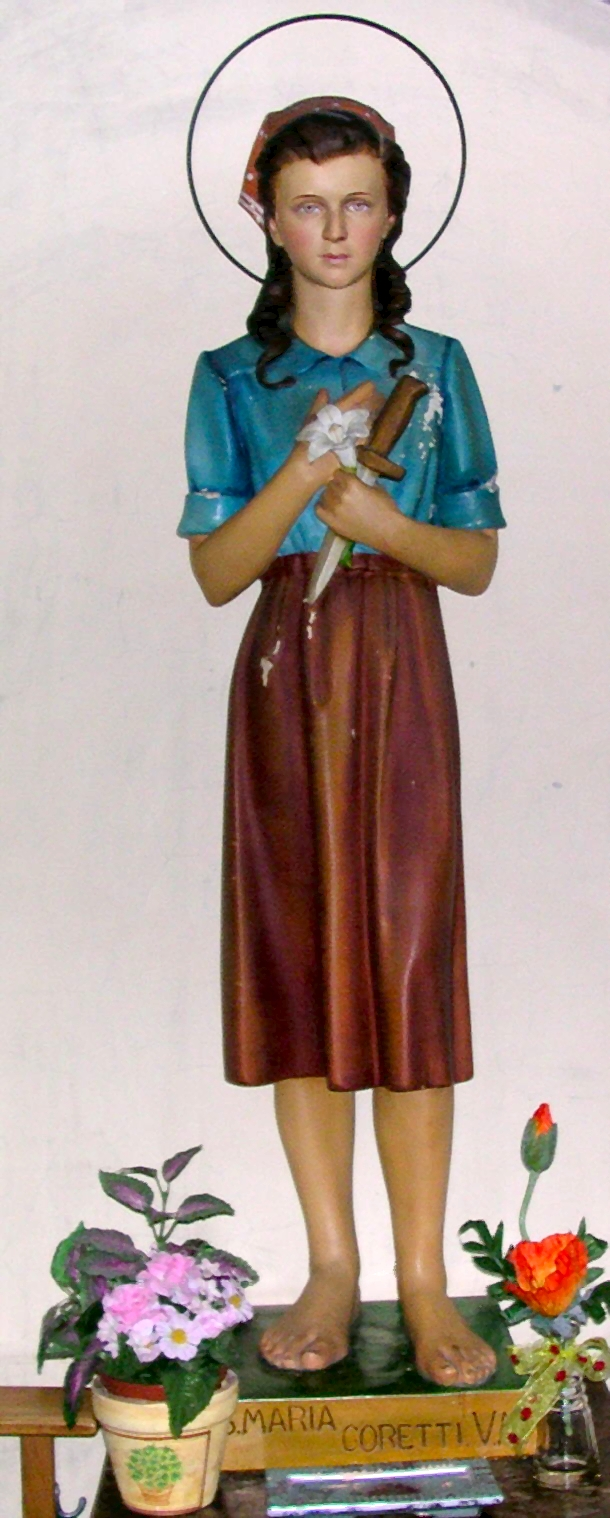
Maria Goretti

- Malawi: Onafhankelijkheidsdag (1964)
- Comoren: Onafhankelijkheidsdag (1975)
- Rooms-Katholieke Kerk:
  - Heilige Maria Goretti († 1902) - Vrije Gedachtenis
  - Heilige Godelieve van Gistel, patrones van de naaisters († 1070) - Gedachtenis (in bisdommen Gent en Brugge)
  - Heilige Goar van het Rijnland († 649)
  - Heilige Sexburga † (699)

## Weerextremen

### Nederland
| | Officiële records | Officiële records | Officiële records |      | Landelijke records | Landelijke records | Landelijke records            |
| Gebeurtenis | Jaar              | Extreem           | Locatie           | Jaar | Extreem            | Locatie            |                               |
| --- | ----------------- | ----------------- | ----------------- | ---- | ------------------ | ------------------ | ----------------------------- |
| Laagste etmaalgemiddelde temperatuur (°C) | 1954              | 10,9              | De Bilt           |      | 1954 1962          | 10,6 10,6          | De Kooy, Deelen Deelen, Eelde |
| Hoogste etmaalgemiddelde temperatuur (°C) | 1989              | 25,2              | De Bilt           |      | 1957               | 27,4               | Maastricht                    |
| Laagste minimumtemperatuur (°C) | 1921              | 3,9               | De Bilt           |      | 1964               | 3,8                | Volkel                        |
| Hoogste minimumtemperatuur (°C) | 2001              | 19,3              | De Bilt           |      | 2001               | 20,8               | Soesterberg                   |
| Laagste maximumtemperatuur (°C) | 1978              | 13,6              | De Bilt           |      | 1978               | 12,5               | Hoek van Holland              |
| Hoogste maximumtemperatuur (°C) | 1957              | 32,2              | De Bilt           |      | 1957               | 36,4               | Eindhoven                     |
| Hoogste uurgemiddelde windsnelheid (m/s) | 1922              | 14,9              | De Bilt           |      | 1957               | 22,6               | Schiphol                      |
| Hoogste windstoot (m/s) | 1957              | 22,6              | De Bilt           |      | 2007               | 26,0               | Houtribdijk                   |
| Langste zonneschijnduur (uur) | 1902              | 16,0              | De Bilt           |      | 1902               | 16,0               | De Bilt                       |
| Langste neerslagduur (uur) | 1968              | 10,3              | De Bilt           |      | 1968               | 16,0               | De Kooy                       |
| Hoogste etmaalsom van de neerslag (mm) | 1968              | 30,1              | De Bilt           |      | 1973               | 33,6               | Schiphol                      |
| Laagste etmaalgemiddelde relatieve vochtigheid (%) | 1976              | 39                | De Bilt           |      | 1976               | 33                 | Deelen                        |
| Laagste uurwaarde luchtdruk op zeeniveau (hPa) | 1922              | 993,0             | De Bilt           |      | 1922               | 989,4              | De Kooy                       |
| Hoogste uurwaarde luchtdruk op zeeniveau (hPa) | 1971              | 1031,9            | De Bilt           |      | 1971               | 1033,0             | De Kooy                       |
| Officiële records worden altijd gemeten op het KNMI-weerstation in De Bilt. Landelijke records kunnen worden gemeten op elk officieel KNMI-weerstation in Nederland. |                   |                   |                   |      |                    |                    |                               |

Uitzonderlijke gebeurtenissen
- 1902 - Officieel maandrecord langste zonneschijnduur in uren van juli gemeten in De Bilt: 16,0. Samen met 16 juli 1902
- 1902 - Landelijk maandrecord langste zonneschijnduur in uren van juli gemeten in De Bilt: 16,0. Samen met 16 juli 1902
- 1952 - Eerste en enige officiële tropische dag van het jaar (maximumtemperatuur ≥ 30 °C in De Bilt)
- 1957 - Laatste officiële tropische dag van het jaar (maximumtemperatuur ≥ 30 °C in De Bilt)
- 1976 - Officieel hoogste minimumtemperatuur in °C van het jaar gemeten in De Bilt: 18,1
- 1977 - Laatste officiële zomerse dag van het jaar (maximumtemperatuur ≥ 25 °C in De Bilt)
- 1989 - Eerste officiële tropische dag van het jaar (maximumtemperatuur ≥ 30 °C in De Bilt)
- 2001 - Officieel hoogste minimumtemperatuur in °C van het jaar gemeten in De Bilt: 19,3

### België
Dagrecords
- 1962 - Laagste etmaalgemiddelde temperatuur 12 °C
- 1957 - Hoogste etmaalgemiddelde temperatuur 27,6 °C
- 1921 - Laagste minimumtemperatuur 5,1 °C
- 1952 - Hoogste maximumtemperatuur 37,1 °C[6]
- 1940 - Hoogste etmaalsom van de neerslag 24,8 mm

Uitzonderlijke gebeurtenissen
- 1919 - In ruim 2 uur valt 85,6 mm neerslag in Genk.
- 1952 - Maximumtemperatuur tot 31,7 °C op de Baraque Michel (Jalhay), 37,1 °C in Rochefort en in Ukkel.
- 1957 - Temperatuur tot 31,5 °C op de Baraque Michel en 38,1 °C in Ezemaal (Landen). Windstoot van 152 km/h in Oostende.
- 1985 - 51 mm neerslag in een kwartier in Voeren, 120 mm in minder dan vier uur in Neu-Hattlich (Eupen).
- 2001 - Hagelstenen tot 5 cm zorgen tijdens een overtrekkende onweerszone voor schade op meerdere plaatsen.

<< · 1 · 2 · 3 · 4 · 5 · 6 · 7 · 8 · 9 · 10 · 11 · 12 · 13 · 14 · 15 · 16 · 17 · 18 · 19 · 20 · 21 · 22 · 23 · 24 · 25 · 26 · 27 · 28 · 29 · 30 · 31 · >>